# Stazione di Monastero-Pratavecchia
La stazione di Monastero-Pratavecchia era una fermata ferroviaria posta sulla linea Busca-Dronero. Serviva i centri abitati di Monastero e di Pratavecchia, frazioni del comune di Dronero.

## Storia
La fermata di Monastero-Pratavecchia venne attivata il 1º febbraio 1913.